# Cinema de Suècia

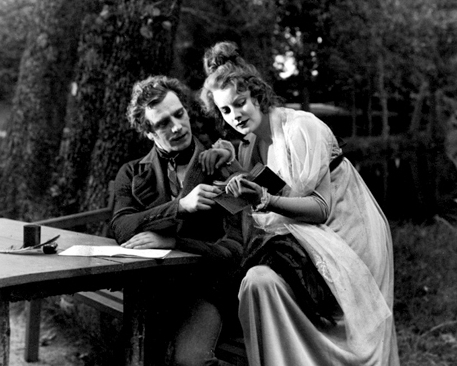
Escena de la pel·lícula Gösta Berlings saga (1924), amb Greta Garbo i Lars Hanson. Va ser el primer paper important de Garbo al cinema i es va convertir en el punt de partida de la seva futura carrera a Hollywood.

El cinema suec fa referència a la indústria cinematogràfica establerta a Suècia i es pot identificar des de finals del segle xix. És conegut per incloure moltes pel·lícules aclamades; durant el segle XX la indústria va ser la més destacada a Escandinàvia. Això es deu en gran part a la popularitat i protagonisme dels directors Victor Sjöström i especialment d'Ingmar Bergman; i més recentment Roy Andersson, Lasse Hallström, Lukas Moodysson i Ruben Östlund.
Les estrelles de cinema i televisió sueques famoses van ser Anna Q. Nilsson, Victor Sjöström (també director, etc.), Lars Hanson, Warner Oland, Greta Garbo, Ingrid Bergman, Kristina Söderbaum, Zarah Leander, Anita Ekberg, Ann-Margret, Viveca Lindfors, Signe Hasso, Mai Zetterling, Max von Sydow, Erland Josephson, Ann Zacharias, Maud Adams, Britt Ekland, Ingrid Thulin, Ernst-Hugo Järegård, Agneta Eckemyr, Harriet Andersson, Bibi Andersson, Sven-Bertil Taube, Bo Brundin, Dolph Lundgren, Joel Kinnaman, Melinda Kinnaman, Pernilla August, Peter Stormare, Lena Olin, Stellan Skarsgård, Malin Åkerman, Alexander Skarsgård, Bill Skarsgård, Alicia Vikander, Izabella Scorupco, Noomi Rapace, Ola Rapace, Mikael Nyqvist, David Dencik, Helena Mattsson, Rebecca Ferguson, Fares Fares i MyAnna Buring.

## Primer cinema suec
L'art cinematogràfic va arribar aviat a Suècia. La primera projecció d'una pel·lícula al país va tenir lloc al Teatre d'Estiu de Pilstorp en relació amb l'Exposició Industrial i Artesania de Malmö el 28 de juny de 1896, l'any després de la primera projecció a París. El 18 de maig de 1897, es va inaugurar la primera sala de cinema sueca a l'exposició d'art i indústria Allmänna d'Estocolm amb el nom de Lumières Kinematograf i Gamla Stockholm, també anomenat Kinematografen i Gamla Stockholm. A més de les pel·lícules dels germans Lumière, s'hi mostraven enregistraments amb el rei Òscar II de Suècia. Darrere aquesta sala i dels primers enregistraments de pel·lícules a Suècia, així com de la seva distribució, hi havia el farmacèutic i empresari Numa Peterson i la seva empresa Numa Petersons Handels-och Fabriks-AB.
La primera pel·lícula sueca va ser un documental fet el 1897, en el qual es mostrava Òscar II donant la benvinguda al rei Chulalongkorn de Siam (actual Tailàndia), a Estocolm; uns anys més tard es van començar a produir curtmetratges.
El cinema suec va assolir protagonisme internacional quan Svenska Biografteatern es va traslladar el 1911 de Kristianstad a l'illa de Lidingö, més a prop de la capital. La productora, sota la direcció del guionista i productor Charles Magnusson des del 1909, va intentar apropar-se al cinema d'art francès i al model danès i va contractar professionals del món teatral, entre els quals hi havia Victor Sjöström i Mauritz Stiller. El 1913, Victor Sjöström va crear un debat sobre l'estat del benestar amb Ingeborg Holm, la primera pel·lícula que va rebre reconeixement internacional, i amb Terje Vigen (1917) va començar la primera època daurada del cinema suec, que va durar fins a principis de la dècada del 1920. Durant aquesta edat d'or, el cinema suec va desenvolupar un estil propi inspirat en la seva literatura i a partir d'altres elements procedents de la seva cultura i societat, i en el qual la natura era un element primordial a l'hora d'elaborar les obres.

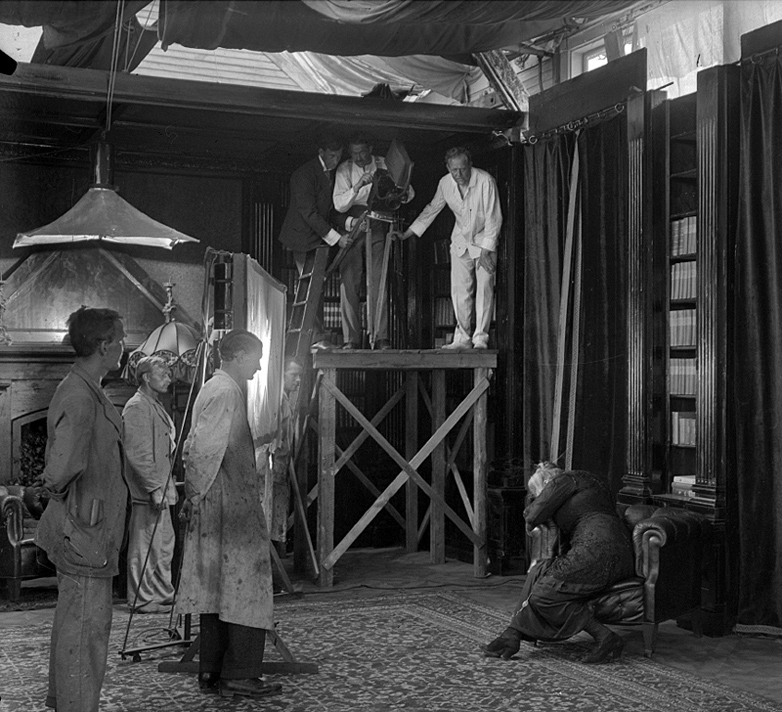
El director de fotografia Henrik Jaenzon (càmera) i el director de cinema Victor Sjöström (de blanc), al plató de Hans nåds testamente (1919)

Entre el 1911 i el 1917, els dos directors estrella de la companyia, Victor Sjöström i Mauritz Stiller, van fer unes 60 pel·lícules mudes a l'estudi Lidingöat, algunes d'elles adaptacions d'històries de la novel·lista premi Nobel Selma Lagerlöf. Les pel·lícules més respectades de Sjöström sovint feien ús del paisatge suec. Stiller va fomentar la popularitat primerenca de Greta Garbo, especialment a través de Gösta Berlings saga (1924). Moltes de les pel·lícules fetes al Biografteatern van tenir un impacte significatiu en els directors alemanys de les èpoques del cinema mut i del cinema sonor primerenc, en gran part perquè Alemanya es va mantenir allunyada de les influències franceses, britàniques i estatunidenques durant la Primera Guerra Mundial (1914-1918).
L'expansió global dels Estats Units després d'aquesta va tenir les seves conseqüències en la dinàmica del cinema i va canviar les condicions favorables prèvies del mercat que van beneficiar les exportacions de cinema de Suècia a Europa. Durant els temps de guerra, Hollywood no només va poder conquerir el seu mercat interior sinó que també va aconseguir augmentar les seves exportacions als països europeus -que produïen menys pel·lícules en temps de guerra- i fins i tot a l'Amèrica Llatina. La neutralitat de Suècia es podria haver traduït en l'enfortiment de la seva indústria cinematogràfica, cosa que fins a cert punt era cert, ja que la seva producció va créixer relativament durant aquest període, però la seva quota de mercat va disminuir molt. Mentre que el 1913, l'últim any abans de la guerra, la quota estatunidenca a Suècia era només d'un 4%, el 1919, el primer any després de la guerra, era del 80%.

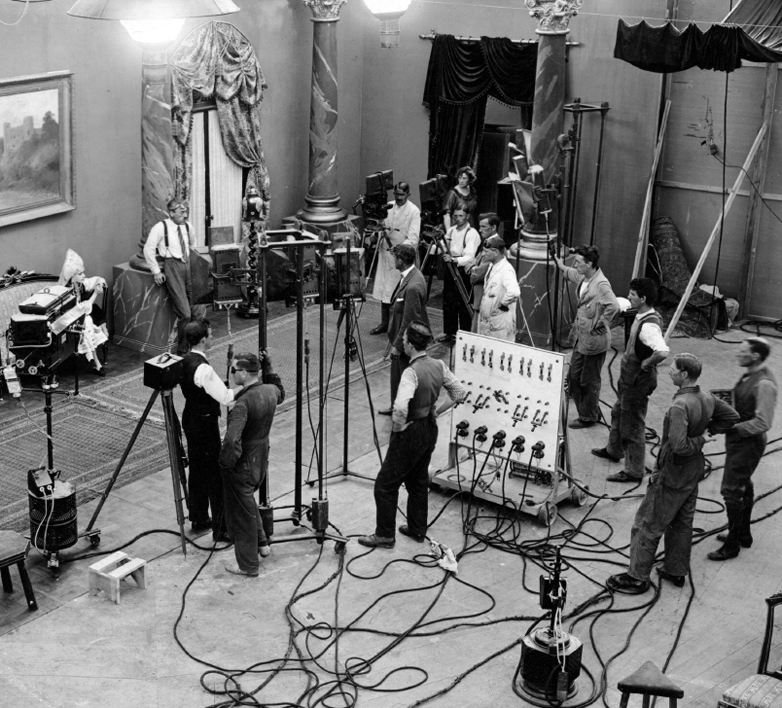
El director de cinema Mauritz Stiller (esquerra) i el director de fotografia Henrik Jaenzon (càmera, brusa blanca) al plató de De landsflyktige (1921)

Davant el creixement exponencial de les pel·lícules estatunidenques i el seu domini nacional i internacional, la producció cinematogràfica sueca, segons l'acadèmic Jan Olsson, "va operar amb una base nòrdica […]" i es va sentir obligada a adaptar les seves estratègies de mercat al nou context per tal de recuperar la rellevància. L'ordre del dia era aturar el que s'anomenava el risc que no només el país sinó tot el continent es convertís en una "colònia de Cinema Estats Units". L'organització monopolista de Svensk Filmindustri el 1919 i també el seu model posterior de coproduccions amb altres companyies cinematogràfiques europees són una de les primeres expressions de la paradoxa que va caracteritzar l'intent de consolidar simultàniament un cinema nacional i un cinema transnacional. La dificultat de delimitar com comença i acaba la producció no és l'única restricció que fa que aquests marcs teòrics siguin potencialment problemàtics, sinó que els múltiples discursos que expressen cada pel·lícula reforcen la complexitat que és una suposada propietat de les expressions culturals.
Per fer que les pel·lícules sueques fossin més atractives per al públic, el repte va ser mantenir la seva especificitat -les històries amb antecedents basats en la literatura sobre el camp nòrdic eren una de les marques comercials "nacionals" -amb alguns aspectes que van donar èxit a Hollywood, com ara com un ritme narratiu àgil-. La nova dinàmica del mercat va establir noves expressions estètiques diferents per al cinema suec, i les seves narracions expressaven la dualitat entre cosmopolitisme i herència sueca. Flickan i frack (Arne Mattson, 1926), per exemple, representa la convergència d'aquestes diferents perspectives amb la seva representació d'un Estocolm urbà que contrasta amb el camp i el desig de la protagonista d'esdevenir una dona independent però també de ser reconeguda pel tradicionalisme suec.
Els intents de construir un cinema nacional capaç de ser també universal van ser una resposta al domini de Hollywood, que, en definitiva, és conseqüència de la consolidació de la supremacia econòmica dels Estats Units; al cap i a la fi, les pel·lícules europees no van poder desenvolupar la mateixa capacitat d'escalada en producció i exhibició. La tendència capitalista de constituir monopolis i concentrar la riquesa s'estén també al cinema. A finals de la dècada del 1920, tots els principals expositors estatunidencs tenien oficines a Suècia.
A mitjans dels anys vint, Sjöström Stiller i Greta Garbo es van traslladar als Estats Units per treballar per a la Metro-Goldwyn-Mayer, i van fer arribar la influència sueca a Hollywood. La marxa va deixar un buit al cinema suec, que posteriorment va entrar en crisi financera. Ambdós directors van tornar més tard a Suècia, però Stiller va morir poc després del seu retorn, mentre que Sjöström va tornar al teatre durant la major part de la resta de la seva carrera.

## Dècada del 1930 i el cinema sonor

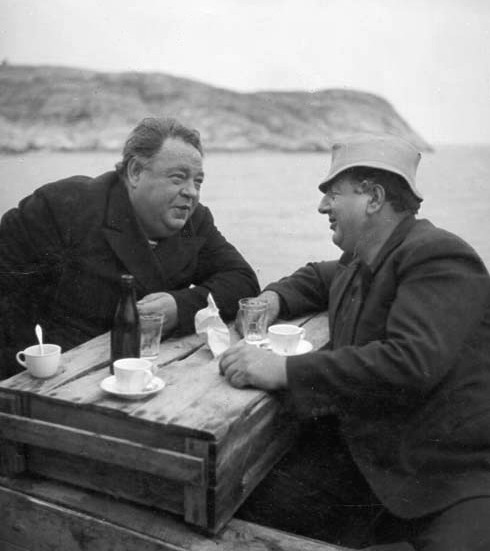
L'actor suec Edvard Persson (esquerra) durant una pausa en el rodatge de Baldevins bröllop (1938)

El període de declivi del cinema suec va finalitzar amb el llargmetratge Flickan från Värmland (1931) d'Erik A. Petschler, que és també l'última pel·lícula muda sueca. L'arribada de les pel·lícules parlades a principis de la dècada del 1930 va provocar una estabilització financera per al cinema suec, però la indústria va sacrificar les ambicions artístiques i internacionals per aquest èxit financer. El públic va tornar en gran nombre i la demanda de pel·lícules sueques va augmentar. Es van produir moltes comèdies rurals, creades per al mercat local, en les quals Edvard Persson i Dagmar Ebbesen eren cares populars.
När rosorna slå ut, dirigida per Edvin Adolphson, va ser la primera pel·lícula sueca sonora; es va gravar parcialment en un estudi de so a París i es va estrenar a Estocolm el 30 de juliol de 1930. La selecció de pel·lícules sueques de les dècades del 1930 i del 1940 estava dominada per drames i comèdies amb cançons i elements de «pel·lícules pilsner» i «pel·lícules de preparació».
Edvard Persson va aparèixer com a figura central escaniana i segura en un total de 46 pel·lícules, de les quals en va dirigir algunes de mudes a la dècada del 1920. Es va convertir en un concepte del cinema suec durant entre les dècades del 1920 al 1950 amb el seu tocat especial i cantant al llaüt en pel·lícules com Söder om landsvägen (1936), Skanör-Falsterbo (1939), Nils Holgerssons underbara resa (1939), Kalle på Spången (1939), la primera pel·lícula sueca en color Klockorna i Gamla Sta'n (1946), Jens Månsson i Amerika (1948), amb gran èxit entre els sueco-estatunidencs de gira amb Stig Olin, així com Vart hjärta har sin saga (1948) i Flickan från Backafall (1953).
A la dècada del 1930, el cinema encara era més o menys una extensió de la tradició del teatre popular, els actors parlaven i actuaven com ho feien a l'escenari, i molts guions es basaven en obres de teatre populars i "comèdies de bush". Entre elles hi havia obres populars com Söderkåkar (1932) de Gideon Wahlberg i Pensionat Paradiset (1937), ambdues dirigides per Weyler Hildebrand. Amb aquest darrer va néixer el despectiu terme «pel·lícula pilsner», i la cultura de Suècia, més seriosament, va iniciar un debat cultural indignat, on, entre altres coses, el cos de crítics suecs va organitzar una reunió general al Konserthus d'Estocolm per posar fi a aquesta mena d'entreteniment "de baixa cultura", que, però, va ser molt apreciat per un ampli públic. Els èxits populars van continuar, per exemple, amb Anderssonskans Kalle (1934) de Sigurd Wallén i Ebberöds bank (1935).

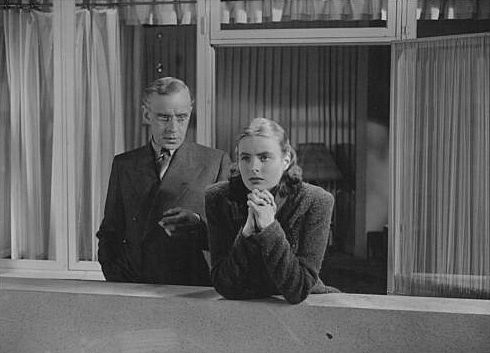
Ingrid Bergman i Anders Henrikson a En kvinnas ansikte (1938), de Gustaf Molander

A les "pel·lícules pilsner" hi havia molt de menjar i beure. Tanmateix, el major èxit de públic de la temporada 1938-1939 va ser el melodrama En kvinnas ansikte (1938), amb Ingrid Bergman. Hi havia més forats per respirar en el flux de pilsner: Karl Fredrik regerar (1934) tracta de l'statare Karl-Fredrik, que a la pel·lícula arriba a personificar el camí de la socialdemocràcia cap al poder a Suècia. Segons el crític de cinema Leif Furhammar, gran part del cinema suec de la dècada del 1930 es caracteritza per un "esperit de compromís afavoridor", que també caracteritza les pel·lícules que se suposa que han de posar en relleu els problemes i els conflictes de la societat. El regnat de l'esmentat Karl-Fredrik acaba amb molt de compte en la reconciliació entre el treball i el capital. En aquest temps, entre altres coses, també es van crear dues noves grans companyies cinematogràfiques sueques, Europafilm el 1930 i l'imperi cinematogràfic i teatral d'Anders Sandrew, Sandrews, el 1937. A través d'aquestes companyies, s'han produït moltes pel·lícules sueques destacades i populars, juntament amb la dominant indústria sueca del cinema.

## Dècada del 1940 i la Segona Guerra Mundial

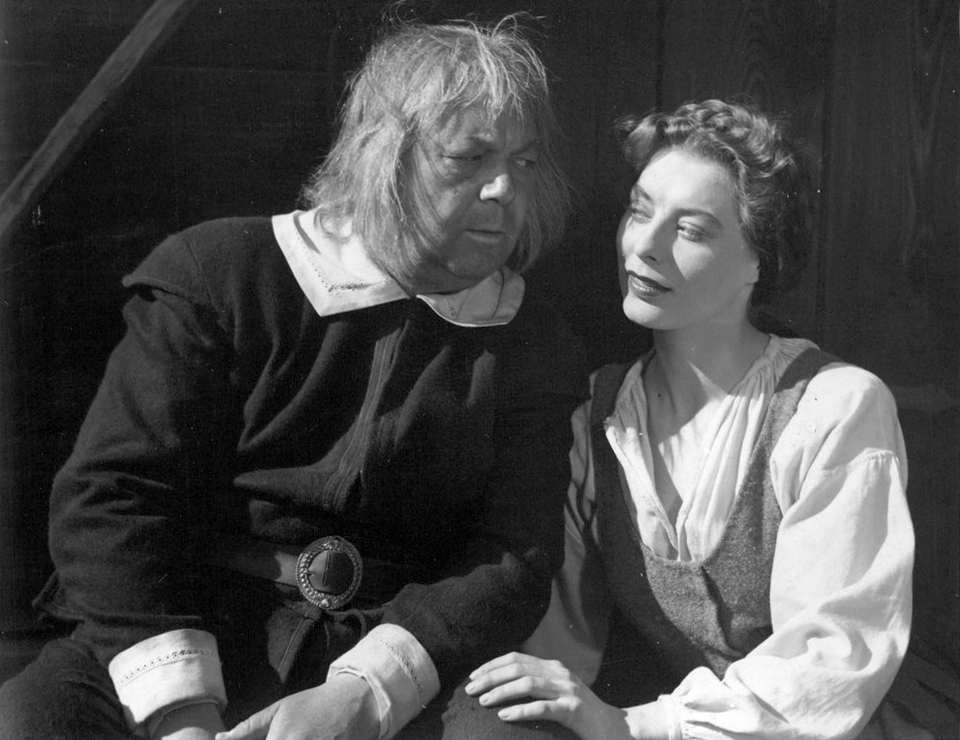
Erik Berglund i Gerd Hagman en una escena de Rid i natt! (1942).

Durant la Segona Guerra Mundial el cinema suec va guanyar artísticament, sobretot gràcies als directors Gustaf Molander, Alf Sjöberg, Hasse Ekman, Anders Henrikson i Hampe Faustman. Directors com Schamyl Bauman, Ivar Johansson, Ragnar Frisk, Lars-Eric Kjellgren, Rolf Husberg i Sigurd Wallén es trobaven entre els prolífics en diferents gèneres.
Gustaf Molander va fer un gran nombre de pel·lícules, entre les quals destaquen "pel·lícules de temàtica de resistència" amb, entre d'altres, Lars Hanson, Victor Sjöström i Inga Tidblad, com les dirigides per Vilhelm Moberg Rid i natt! (1942), Det brinner en eld (1943) i Ordet (1943), basada en una obra de Kaj Munk. Després va continuar la seva extensa producció amb, per exemple, el drama amorós Sången om den eldröda blomman (1956) amb Jarl Kulle i Edvin Adolphson.
El 1944, Alf Sjöberg va dirigir el guió debut d'Ingmar Bergman, Hets, amb Stig Järrel. L'èxit de la pel·lícula va dur Bergman a debutar com a director l'any següent amb la seva pròpia Kris, seguida d'una sèrie de pel·lícules dels anys quaranta amb, entre d'altres, els seus primers actors preferits Birger Malmsten i Stig Olin, com Det regnar på vår kärlek (1946), Fängelse (1948) i Törst (1949).

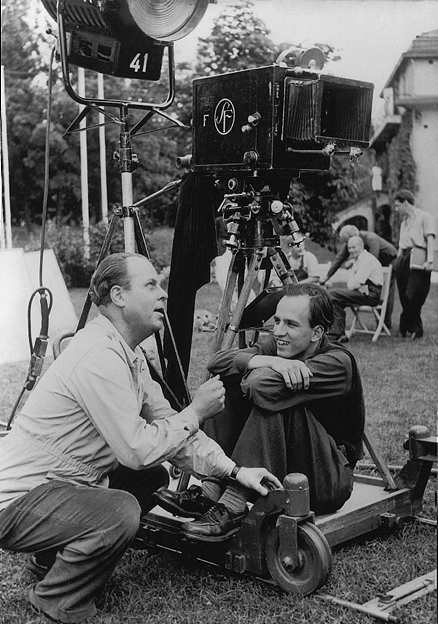
Ingmar Bergman durant el rodatge de Kris (1946).

Sjöberg es va convertir en un dels directors dramàtics més destacats i reconeguts internacionalment. Havia debutat l'any 1929 amb la pel·lícula muda Den starkaste, però més tard va aconseguir l'èxit amb pel·lícules com Himlaspelet de Rune Lindström (1942), Bara en mor (1949) d'Ivar Lo-Johansson, Fröken Julie d'August Strindberg (1951), Barabbas de Pär Lagerkvist amb Ulf Palme en el paper principal, Karin Månsdotter (1954) amb Ulla Jacobsson com a protagonista i Domaren (1960). Sjöberg va experimentar amb el llenguatge, i a Fröken Julie coexisteixen en el mateix pla el passat i el present.
Hasse Ekman, fill de Gösta Ekman, va cridar l'atenció des de bon començament i va debutar com a director amb Med dej i mina armar el 1940. Durant la Segona Guerra Mundial va continuar amb la pel·lícula pilot Första divisionen (1941) i Excellensen (1944), després de l'obra de crítica nazi de Bertil Malmberg, que l'ambaixada alemanya va pressionar per a aturar-la. Es va convertir en un dels principals cineastes suecs amb pel·lícules com Flickan från tredje raden (1949), Flicka och hyacinter (1950) –amb la seva dona i protagonista recurrent Eva Henning– i també, per exemple, la pel·lícula de Karl Gerhard Jazzgossen (1958). Amb Fram för lilla Märta (1945), va crear la història de Stig Järrel com a músic disfressat en una orquestra de dones molts anys abans de la famosa pel·lícula estatunidenca de Marilyn Monroe Ningú no és perfecte. També va interpretar sovint papers principals en pel·lícules pròpies i d'altres, fins i tot en algunes de les d'Ingmar Bergman.
Durant la Guerra Freda, bona part del món estava marcada per aquesta situació política. Després del bloqueig soviètic de Berlín el 1948, els cineastes van començar a tractar aquests temes; un dels primers va ser Jacques Tourneur amb Berlín Express (1948). No obstant això, el cinema suec hi semblava aliè i evitava tractar temes internacionals importants i discussions polítiques. Tot i així, Bergman va ser el primer cineasta suec a seguir el joc amb Sånt händer inte här (1950), amb guió d'Herbert Grevenius.
Els drames rurals com Driver dagg faller regn (1946) de Gustaf Edgren també van ser populars durant les dècades del 1930 a la del 1960. De les populars comèdies de Ragnar Frisk sobre Åsa-Nisse, amb John Elfström en el paper principal, se'n van fer un total de 21 pel·lícules entre el 1949 i el 1968.

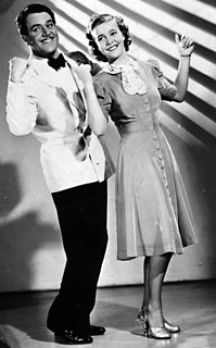
Adolf Jahr i Alice Babs a Swing it, magistern! (1940).

Amb la millora de la qualitat d'enregistrament de so, la música i les cançons es van convertir cada cop més en una part destacada del cinema suec des dels anys trenta. Tant a les pel·lícules d'Edvard Persson com a les de preparació, Den sjungande bonden a les pel·lícules de la sèrie Åsa-Nisse, La font de la donzella d'Ingmar Bergman, etc., era habitual que els actors esclatessin a cantar i ballar. El 1940, Alice Babs va causar tant alegria com indignació com a col·legiala rebel i cantant a Swing it, magistern!; posteriorment va fer diversos papers cinematogràfics, entre les quals hi havia una vintena de musicals. També van aparèixer pel·lícules d'opereta pura com Löjtnantshjärtan (1942) de Weyler Hildebrand. Altres exemples són la difunta "pel·lícula de l'exèrcit" de Rolf Husberg Flottans glada gossar (1954). A les dècades del 1950 i del 1960 també hi va haver una sèrie de pel·lícules amb artistes musicals com Povel Ramel, Thore Skogman i Lill-Babs.
Nils Poppe va cantar i ballar amb Annalisa Ericson en pel·lícules d'opereta com Blue Blåjackor (1945) i Greven från gränden (1949), amb la popular dansa lambeth walk. Va rebre reconeixements i ofertes de Hollywood, entre d'altres, de Charlie Chaplin, quan va debutar com a director amb la reconeguda internacionalment Pengar – en tragikomisk saga (1946), que, entre altres coses, va guanyar la Medalla d'Or al Festival de Venècia, seguida per la metafísica Ballongen el mateix any. També va obtenir un gran èxit, també a nivell internacional, amb una sèrie de pel·lícules amb els seus personatges còmics "Sten Stensson Stéen" (del 1945) i "Fabian Bom", començant per Soldat Bom (1948).
El curtmetratge d'Arne Sucksdorff Människor i stad (1947) va ser guardonat amb un Oscar. Després va arribar a fer una sèrie de pel·lícules en la intersecció entre el documental, el llargmetratge i el cinema natural. Es va donar a conèixer com a pioner en les pel·lícules de natura sueques i va treballar tant a Suècia com a altres parts del món, com ara a Indisk by (1951), Det stora äventyret (1953), Pojken i trädet (1961) i Mitt hem är Copacabana (1965). En la dècada del 1960 va deixar Suècia per establir-se al Brasil.
Seguint els passos de Sucksdorff, cineastes posteriors com Stefan Jarl i el duo Fredrik Edfeldt / Karin Arrhenius van continuar i, a poc a poc, va sorgir un extens gènere de cinema de natura habitual, principalment per a la televisió. Recentment, el cineasta Mikael Kristersson va cridar molt l'atenció i va rebre diversos premis internacionals pels seus llargmetratges de natura com Falkens öga (1998) i Ljusår (2008). Cineastes com Mattias Klum i Monika Klum també han rebut atenció per a diverses pel·lícules internacionals de natura.

## Postguerra

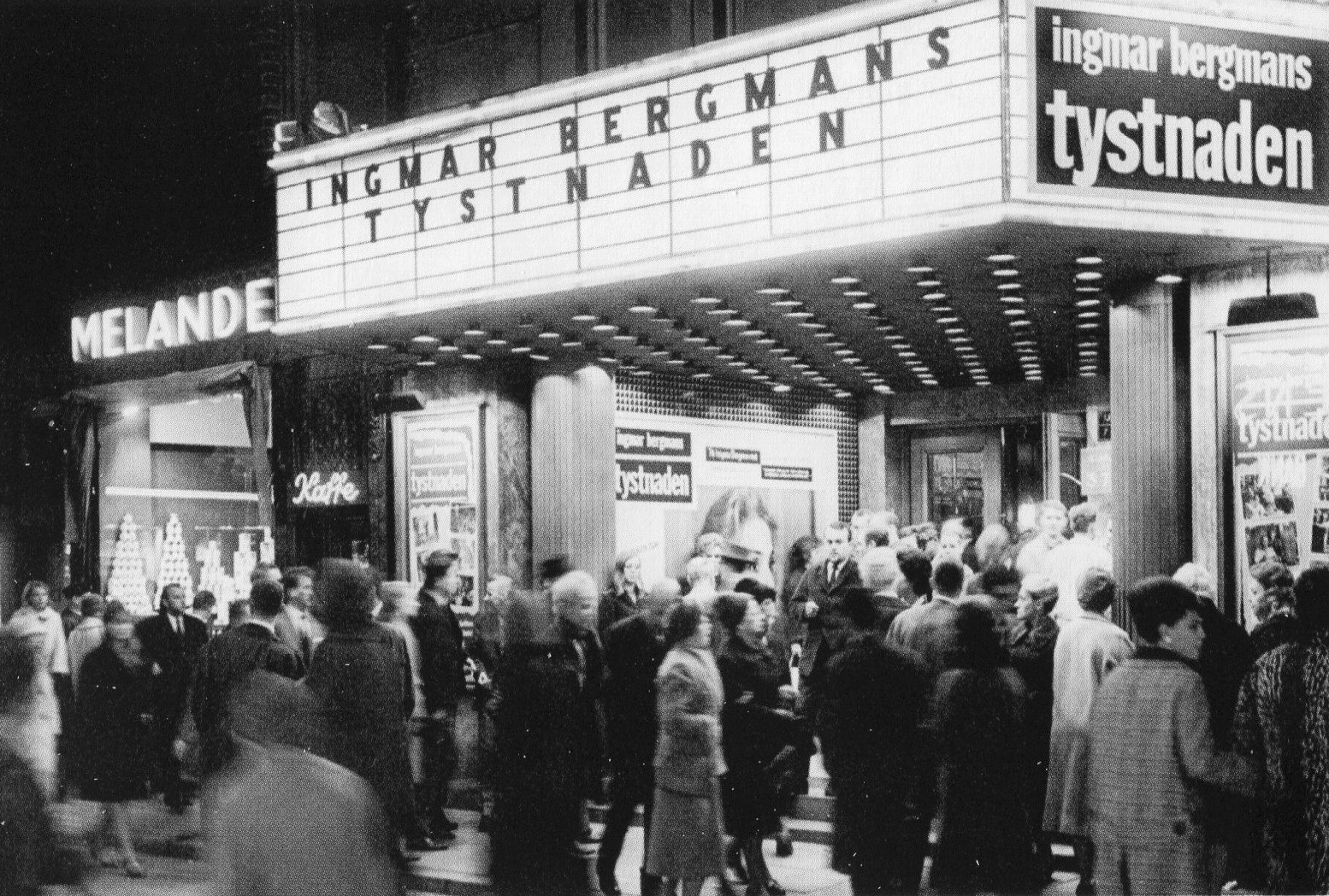
Projecció de la pel·lícula Tystnaden en un cinema suec el dia de la seva estrena (1963)

L'influent cineasta suec Ingmar Bergman va assolir protagonisme a la dècada del 1950 quan va començar a fer pel·lícules a mitjans dels anys quaranta. La seva pel·lícula de 1955 Somriures d'una nit d'estiu li va atraure l'atenció internacional. Un any després, va fer una de les seves pel·lícules més famoses, El setè segell. A la dècada del 1960, Bergman va guanyar l'Oscar a la millor pel·lícula de parla no anglesa durant dos anys consecutius, amb La font de la donzella el 1960 i Såsom i en spegel el 1961. Va tornar a guanyar el premi el 1983, per al drama familiar d'època Fanny i Alexander. Bergman va ser nominada una vegada a l'Oscar a la millor pel·lícula, per la pel·lícula de 1973 Crits i murmuris, la història de dues germanes que vetllen la seva tercera germana, que és al seu llit de mort; ambdues amb por que mori, però amb l'esperança que ho faci. Encara que no va ser nominada en la categoria de llengua estrangera, la pel·lícula va donar a Bergman la primera de les seves tres nominacions a l'Oscar a la millor direcció.
Treballant estretament amb Bergman, el director de fotografia Sven Nykvist va tenir un gran impacte en els aspectes visuals del cinema suec. Dues vegades guanyador de l'Oscar a la millor fotografia, per Fanny i Alexander i per Crits i murmuris, Nykvist és considerat un dels més grans directors de fotografia. També va dirigir Oxen (1991), nominada a l'Oscar a la millor pel·lícula de parla no anglesa el 1992.

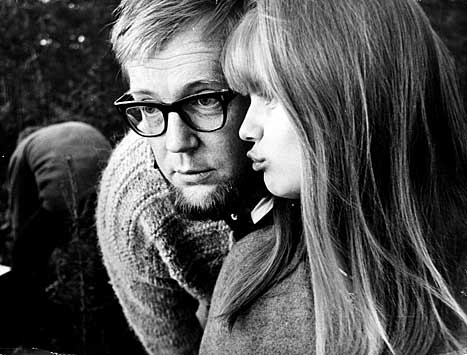
El director Vilgot Sjöman juntament amb l'actriu Lena Nyman durant el rodatge de Jag är nyfiken – en film i gult (1967)

Vilgot Sjöman, que també va començar la seva carrera treballant amb Bergman, va debutar el 1962 amb Älskarinnan, però va atraure una atenció molt més àmplia a Suècia quan la seva pel·lícula 491 va ser prohibida pels censors suecs pel seu contingut sexual explícit. Després de la retallada, es va estrenar el 1964. Sjöman va provocar una controvèrsia encara més àmplia, representant un coit en la seva pel·lícula de 1967 Jag är nyfiken – en film i gult; als Estats Units va ser considerada pornografia, i va ser confiscada a la duana i prohibida. Quan la pel·lícula es va estrenar finalment el 1969, la publicitat obtinguda de la lluita legal i el seu contingut gràfic revolucionari va atraure grans multituds, fet que la va convertir en la pel·lícula d'exportació sueca amb més èxit i la pel·lícula estrangera amb més èxit als EUA fins al moment. Probablement va ser fonamental per establir una visió del cinema suec –i potser dels suecs en general– com una actitud liberal envers la sexualitat.
Un altre cineasta suec de postguerra destacat és Bo Widerberg. La seva pel·lícula de 1963 Kvarteret Korpen i Mannen på taket són àmpliament considerades com a clàssics. Les seves obres posteriors inclouen Mannen från Mallorca, Ormens väg på hälleberget i Lust och fägring stor. Widerberg va rebre tres nominacions a l'Oscar a la millor pel·lícula de parla no anglesa, Kvarteret Korpen, Ådalen 31 i Lust och fägring stor, però mai va guanyar.
Jan Troell va començar la seva carrera com a director de fotografia de Widerberg, però aviat va poder debutar amb la seva pròpia pel·lícula Här har du dit liv. Va dirigir Utvandrarna el 1971 i la seva seqüela Nybyggarna l'any següent, ambdues basades en les novel·les èpiques de Vilhelm Moberg sobre l'emigració sueca als Estats Units al segle XIX, llibres molt coneguts a Suècia. Utvandrarna va ser nominada a quatre Oscars, entre ells el de millor direcció i millor pel·lícula. Troell va anar després a Hollywood, on va dirigir Zandy's Bride (1974), protagonitzada per Gene Hackman, i Hurricane (1979). Va tornar a Suècia per fer Ingenjör Andrées luftfärd (1982), una pel·lícula sobre la desastrosa expedició polar de l'explorador suec Andrée el 1897. La pel·lícula va ser nominada a l'Oscar a la millor pel·lícula de parla no anglesa. Les obres posteriors inclouen el controvertit Il Capitano, Hamsun, sobre Knut Hamsun, Så vit som en snö i diversos documentals.

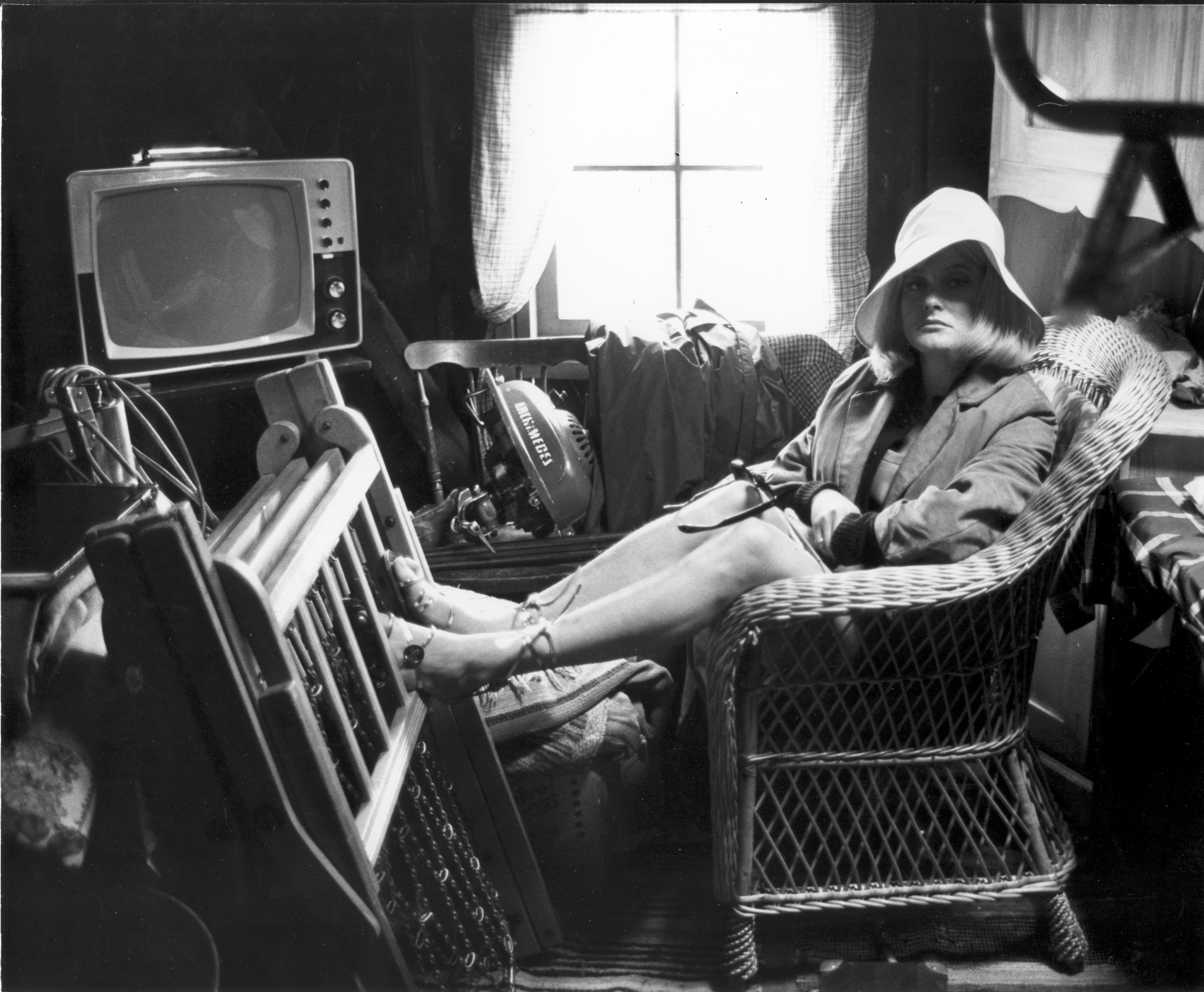
Monica Zetterlund en una pausa durant el rodatge de la pel·lícula Att angöra en brygga (1965)

A la dècada del 1960, Ingmar Bergman va veure el programa de varietats Gröna Lund, d'un duo còmic, i va dir al seu estudi: "Hi ha dos nois divertits a Gröna Lund. Per què no els deixeu fer una pel·lícula? Actualment no hi ha massa pel·lícules divertides." El duet eren Hans Alfredson i Tage Danielsson, coneguts com Hasse & Tage, que van fer una pel·lícula anomenada Svenska bilder. La seva pròpia productora, AB Svenska Ord, va fer moltes més pel·lícules després d'aquesta, dirigides per Hasse o Tage. Inclouen, entre d'altres, Att angöra en brygga, Äppelkriget, Mannen som slutade röka, Släpp fångarne loss – det är vår!, Ägget är löst, Picassos äventyr, SOPOR i Den enfaldige mördaren. Aquestes pel·lícules tenen un estatus de culte a la Suècia contemporània.
El 1968 es va estrenar el documental de Stefan Jarl i Jan Lindqvist Dom kallar oss mods, un relat intransigent de la vida de dos adolescents alienats, i que va ser el primer del que es convertiria en una trilogia. En les dècades del 1980 i del 1990, Stefan Jarl va fer diversos altres documentals celebrats.

## Cinema suec contemporani
En kärlekshistoria (1969), el primer llargmetratge de Roy Andersson, va suposar un gran assoliment pel cineasta, i va ser guardonat amb quatre premis al Festival Internacional de Cinema de Berlín l'any següent. Després del desastre financer i crític de la seva pel·lícula Giliap de 1975, va prendre una pausa de la direcció de cinema durant dues dècades. El març de 1996, Andersson va començar a rodar Sånger från andra våningen, que es va estrenar al Festival de Canes 2000, on va obtenir el Premi Especial del Jurat. El retorn d'Andersson al cinema va ser un gran èxit de crítica, i li va valer cinc premis Guldbagge a Suècia a la millor pel·lícula, direcció, fotografia, guió i so.
El director Lasse Hallström va debutar al cinema l'any 1975 amb la comèdia En kille och en tjej amb el conegut duet de còmics suec Magnus Härenstam i Brasse Brännström. Va ser l'home darrere de la majoria dels vídeos musicals d'ABBA, així com de la pel·lícula ABBA: The Movie. La meva vida de gos, estrenada a Suècia el 1985, va ser nominada a dos Oscars de 1987, per direcció i pel guió adaptat. El 1987 va guanyar el Globus d'Or a la millor pel·lícula de parla no anglesa. Després de l'èxit internacional de la pel·lícula, Hallström ha treballat en pel·lícules estatunidenques: A qui estima, en Gilbert Grape?, The Cider House Rules, Chocolat i Casanova, entre d'altres.

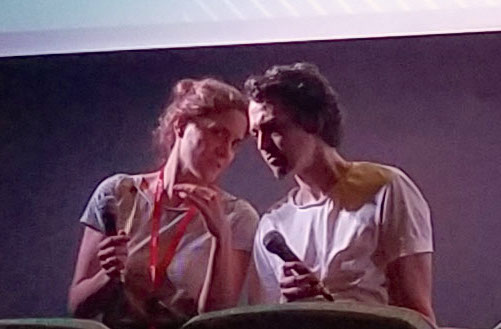
El director i guionista Johannes Nyholm (dreta) presentant la pel·lícula Koko-di Koko-da al Buenos Aires Festival Internacional de Cinema Independent de 2019.

En el gènere de la comèdia, Lasse Åberg ha dirigit i també protagonitzat algunes pel·lícules d'èxit que, tot i que no han estat elogiades pels crítics de cinema, han estat èxits de taquilla i han rebut l'estatus de culte. El primer va ser Repmånad el 1979, seguit de Sällskapsresan el 1980 i les seves quatre seqüeles. Encara que no forma part de la saga, Repmånad era molt semblant en estil, i mostra d'una manera humorística un foraster inepte en diverses situacions i tradicions típiques de Suècia.
El primer llargmetratge de Lukas Moodysson, Fucking Åmål, va tenir un gran èxit al país. L'angoixa adolescent representada amb amor dels personatges principals va jugar bé amb el públic i va guanyar quatre premis Guldbagge el 1998. La continuació, Tillsammans (2000), va ser una comèdia optimista, encara que amb alguns matisos foscament satírics, ambientada en una comuna de l'Estocolm de la dècada del 1970. Però el cinema de Moodysson va prendre llavors una direcció radicalment diferent. Lilja 4-ever (2002) és una història fosca i tràgica sobre el tràfic d'éssers humans i l'esclavitud sexual, i Ett hål i mitt hjärta (2004) tracta d'una gravació d'una pel·lícula porno amateur, i va causar certa controvèrsia a causa de les seves imatges impactants i inquietants.
Altres joves cineastes suecs que han tingut un gran èxit en els últims anys inclouen el director libanès Josef Fares, amb les comèdies Jalla! Jalla! (2000) i Kopps (2003), i el drama de refugiats Zozo (2005); Reza Parsa, d'origen iranià, amb el drama Före stormmen (2000), i Maria Blom, amb la comèdia Masjävlar (2004).
A finals de la dècada del 1990 i principis de la dècada del 2000, diversos cineastes joves van començar a explorar pel·lícules de gènere que abans havien estat gairebé inexistents, la pel·lícula slasher Strandvaskaren de Mikael Håfström, la comèdia de vampirs Frostbiten d'Anders Banke, que va ser la primera pel·lícula de vampirs sueca, la sàtira d'Anders Jacobsson Evil Ed i el thriller de fantasia de Måns Mårlind i Björn Stein Storm. Cap d'aquestes pel·lícules va tenir èxit a nivell nacional, però a l'estranger va obenir tant elogis com assistència de públic. El 2001, la pel·lícula de comèdia i terror de baix pressupost Terror i Rock 'n' Roll Önsjön es va convertir en la primera pel·lícula de zombis de Suècia.

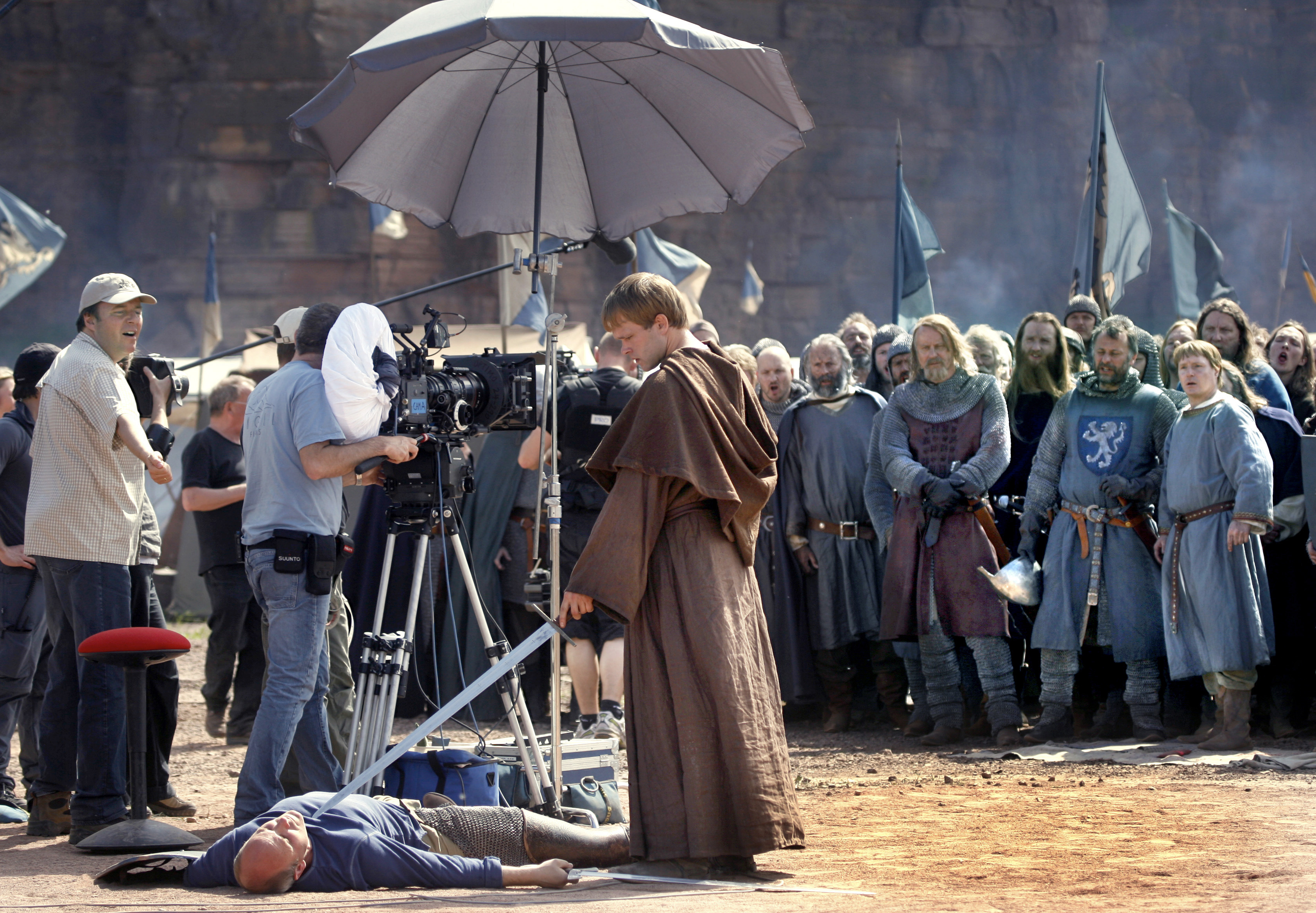
Rodatge de la coproducció europea Arn: Tempelriddaren, dirigida per Peter Flinth (2007).

Més recentment, la pel·lícula dramàtica i romàntica de vampirs de Tomas Alfredson (fill de Hans Alfredson), Deixa'm entrar (2008) va rebre un gran reconeixement per part de la crítica de tot el món, i es va convertir en una de les pel·lícules millor valorades de l'any. En aquesta història en particular, un noi assetjat s'enamora d'una noia vampir que s'acaba de mudar al costat de casa seva. També el mateix any, el director Jan Troell va tornar amb un altre drama d'època, Maria Larssons eviga ögonblick (2008), que li va fer obtenir el Guldbagge a la millor pel·lícula i que va ser seleccionada per a representar Suècia als Oscars del 2009.
El 2009, els llargmetratges Els homes que no estimaven les dones, La noia que somiava un llumí i un bidó de gasolina i La reina al palau dels corrents d'aire es van convertir en èxits internacionals amb la primera pel·lícula en guanyar més de 100 milions de dòlars a tot el món. Les tres parts de la trilogia es van basar en les novel·les d'èxit homònimes que formen conjuntament la "Sèrie Millennium" de l'autor i periodista suec Stieg Larsson.
Un altre cineasta sorgit de Suècia és Ruben Östlund, que va guanyar la Palma d'Or a Canes el 2017 per The Square i novament el 2022 per El triangle de la tristesa.

## La indústria cinematogràfica sueca

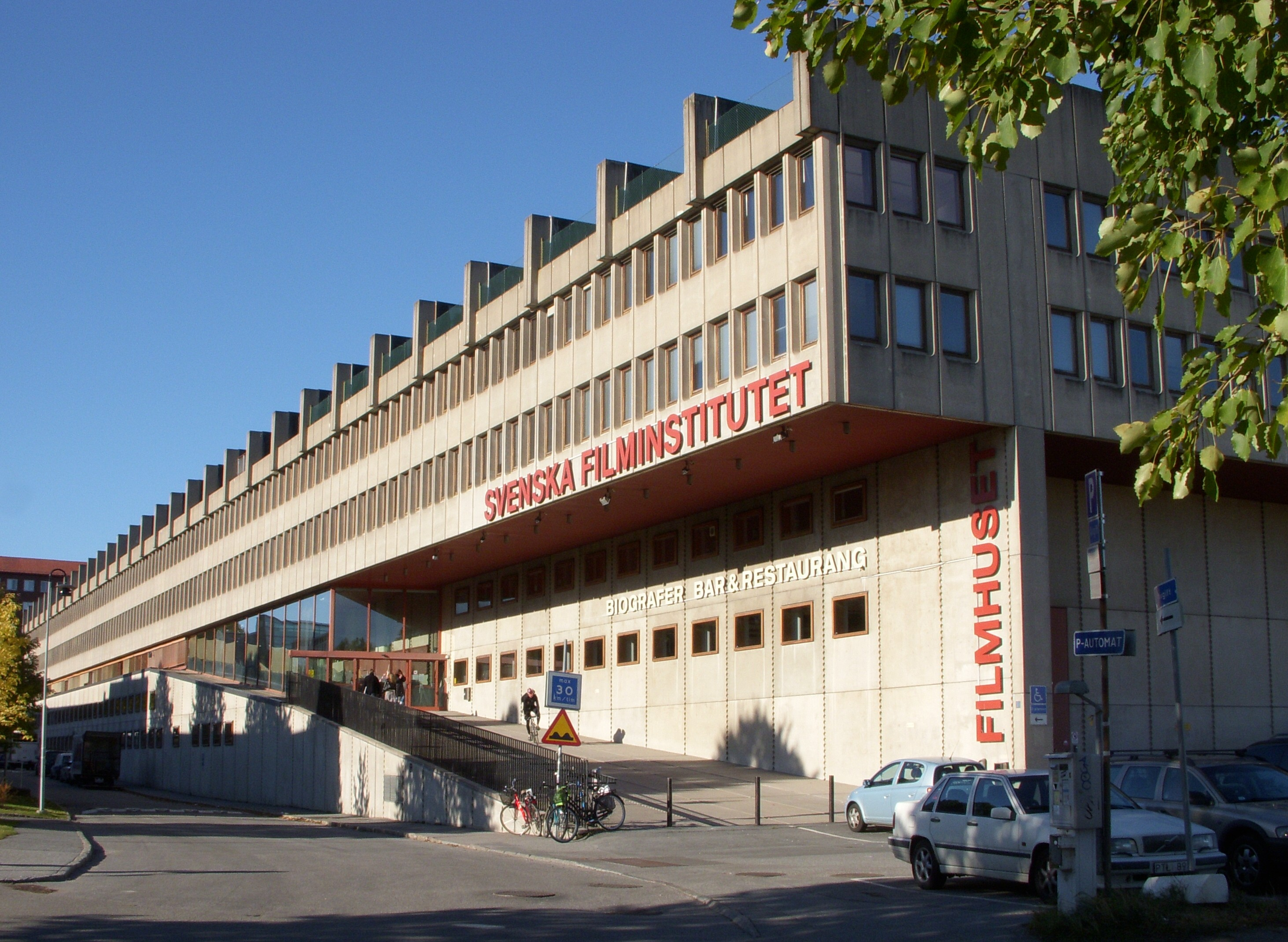
Filmhuset a Estocolm, la seu de l'Institut de Cinema Suec

L'Institut de Cinema de Suècia (Svenska Filminstitutet) es va fundar el 1963 per donar suport i desenvolupar la indústria cinematogràfica sueca. Dona suport a les realitzacions cinematogràfiques sueques i assigna subvencions per a la producció, distribució i projecció pública de pel·lícules sueques al seu país natal, i també promou el cinema suec a nivell internacional. Una altra de les funcions de la institució és promoure la millora de les condicions en què treballen les cineastes. Anna Serner, que va estar al capdavant de l'entitat entre el 2011 i el 2021, va liderar les campanyes de paritat de gènere a la indústria cinematogràfica.
A més, l'Institut atorga anualment els Premis Guldbagge a les contribucions destacades del cinema suec. En la primera edició, el 1964, Ingmar Bergman va guanyar tres de les quatre categories amb la seva pel·lícula Tystnaden.
Mitjançant l'Acord de cinema suec entre l'estat suec i la indústria del cinema i els mitjans de comunicació, el govern de Suècia, les empreses de televisió que són part de l'acord i els propietaris de cinemes suecs van finançar conjuntament l'Institut i, per tant, indirectament, la realització de cinema suec. L'acord normalment tenia una durada de cinc anys, i s'havia de renovar a partir de l'1 de gener de l'any següent al seu venciment. Mitjançant aquest conveni, que va estar vigent des de 1963 i força únic en el món, les contribucioins del 2008 van ser d'uns 339 milions de corones, l'equivalent a 32 milions d'euros.
El gener de 2012, en relació amb les darreres rondes de negociacions per a l'acord cinematogràfic, es van elaborar alguns punts de visió per als futurs objectius de desenvolupament del cinema suec. El maig de 2015, la ministra de Cultura, Alice Bah Kuhnke, va decidir abolir el sistema de contractes cinematogràfics al final de l'últim contracte cinematogràfic el desembre de 2016, ja que els ràpids canvis en la indústria cinematogràfica feien gairebé impossibles els contractes continuats segons l'antic model. En canvi, l'acord es va substituir per una dotació pressupostària del govern en curs i nous tipus de solucions.

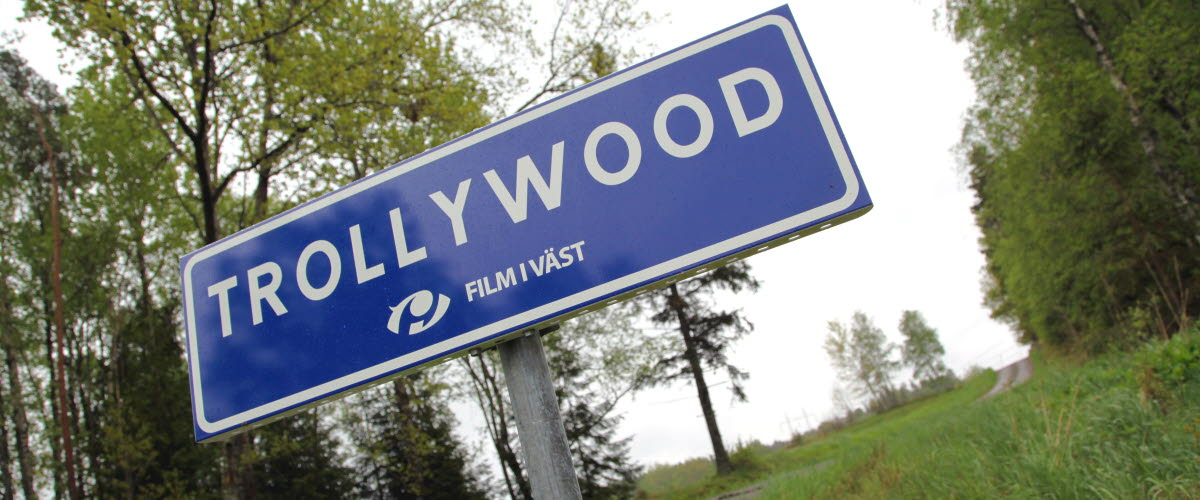
Cartell indicador de l'àrea coneguda com Trollywood.

A un ritme d'unes 20 pel·lícules l'any, la indústria cinematogràfica sueca està a l'alçada d'altres països comparables del nord d'Europa.
Al municipi de Trollhättan hi ha les instal·lacions de la productora cinematogràfica Film i Väst, conegudes com «Trollywood»; les pel·lícules rodades allà inclouen Fucking Åmål, Dancer in the Dark i Dogville. L'estudi de cinema Film i Väst, ubicat aquí, produeix aproximadament la meitat dels llargmetratges de Suècia; des de la seva fundació el 1992 ha coproduït més de mil llargmetratges, telefilms, documentals i curtmetratges suecs i internacionals.

## Festivals de cinema

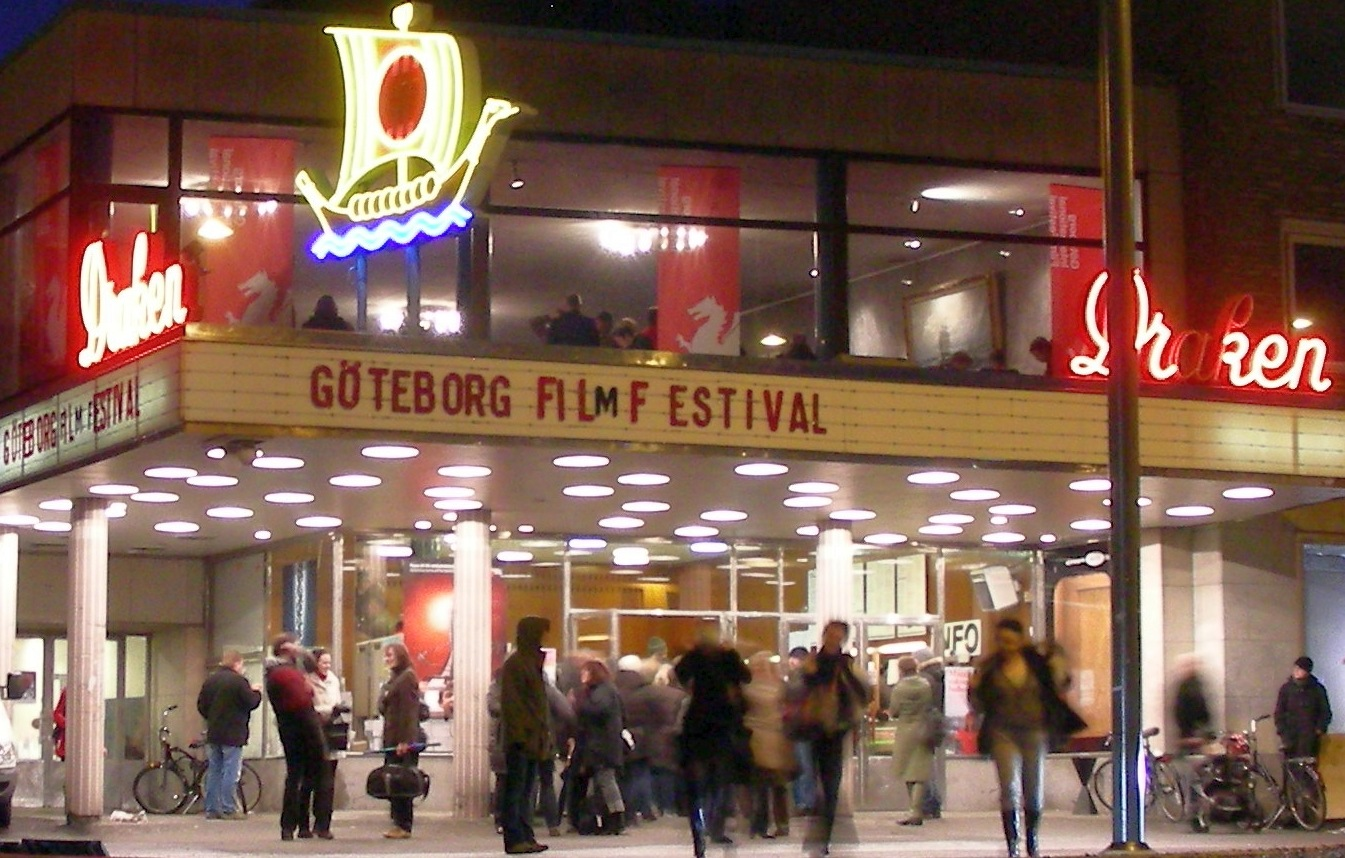
El Cinema Draken durant el Festival de Cinema de Göteborg de 2008

A Suècia se celebren una desena de festivals de cinema anualment, dels quals els més rellevants són el Festival de Cinema de Göteborg, que té lloc al febrer, i el Festival Internacional de Cinema d'Estocolm, que se celebra al novembre. També destaquen els d'Uppsala i Umeå, on s'hi projecten curtmetratges i documentals, respectivament, i el BUFF, amb pel·lícules destinades a un públic infantil i juvenil.